# 1981 (película)
1981 (también conocida como 1981: L'année où je suis devenu un menteur) es una película de biográfica, comedia dramática y coming-of-age en francés de 2009 de Canadá escrita y dirigida por Ricardo Trogi. Se estrenó el 4 de septiembre de 2009. La película es una autobiografía sobre los años de juventud del director contados por él durante la película

## Sinopsis
En 1981, Ricardo (Jean-Carl Boucher), de 11 años, y su familia llegan a su nuevo hogar. Al no tener amigos, Ricardo pasa su tiempo en una revista y pide dinero a sus padres. Durante la escuela, su maestra nota su mala caligrafía y lo asigna a Anne Tremblay (Elizabeth Adam) para mejorar su escritura; inmediatamente se enamora del compañero de clase. Su llegada, sin embargo, se ve envuelta en problemas cuando el padre pierde su trabajo y la gata de la hermana, Caramel, desaparece.
En la escuela, Ricardo intenta ganarse una reputación después de descubrir un walkman para ganarse el amor de Anne. Luego se hace amigo de los "Red K-Ways" después de mentir y prometer que les dará revistas Playboy. Durante un importante evento escolar, Ricardo da una mala presentación sobre un tema importante; Anne presenta una canica que le regaló su prima fallecida. Para acercarse a ella, Ricardo le roba el regalo.
Después de que los K-Way sospecharan de sus muchas mentiras, Ricardo intenta comprar un walkman para ganar una reputación honesta; se encuentra con su padre haciendo música en un restaurante local. Viene una discusión con su madre sobre el dinero y su madre le dice que busque un trabajo para pagar las cosas que quiere. Luego entrega periódicos. Más tarde en casa, su padre le dice a Ricardo que tienen que vender la casa. 
En el bosque, un miembro de K-Ways se derrumba cuando su padre va a la cárcel; luego revelaron que todos mintieron sobre diferentes temas y se reconciliaron. Antes de irse, Ricardo decide ir a la casa de Anne y le dice la verdad y se entera de que Anne nunca tuvo un primo fallecido y que el mármol era solo decorativo. De vuelta en casa, la familia encuentra a Caramel con bebés cuando se van.

## Reparto
- Jean-Carl Boucher como Ricardo Trogi
- Sandrine Bisson como Claudette Trogi, la madre de Ricardo
- Claudio Colangelo como Benito Trogi, el padre de Ricardo
- Gabriel Maillé como Jérôme, el líder de los "K-Way rouges"
- Dany Bouchard como Marchand, miembro de los "K-Way rouges"
- Léo Caron como Plante, miembro de los "K-Way rouges"
- Marjolaine Lemieux como maestra Aline
- Élizabeth Adam como Anne Tremblay, la bella estudiante de la que Ricardo se enamora
- Lauriane Fortier como amiga de Anne Tremblay
- Pierre-Xavier Martel como el nazi
- Rose Adam como Nadia Trogi, la hermana de Ricardo
- Simone Chevalot como secretaria en la escuela
- Pierre Mailloux como el Sr. Dagenais
- Jean-Robert Bourdage como Maître Schneider
- Mikahel Turcot-Beauchemin
- Ricardo Trogi como Narrador

## Secuela
En agosto de 2014, se lanzó una secuela, 1987, que reunió a Jean-Carl Boucher, Sandrine Bisson, Claudio Colangelo y Rose Adam para interpretar sus papeles como los Trogis. La secuela cuenta la historia de Ricardo a los 17 años que se gradúa de la escuela secundaria, intenta perder la virginidad, abre un club y muchas otras cosas. La película se estrenó en diciembre de 2014 en DVD, Blu-Ray y VHS (por tiempo limitado) como algo retro.
Una tercera película de la serie, 1991, se estrenó en 2018 con prácticamente el mismo elenco.